# تشان تشين وي
تشان تشين وي (بالصينية: 詹謹瑋) مواليد 8 يناير 1985 في كاوهسيونغ، هي لاعبة كرة مضرب تايوانية بدأت مسيرتها كمحترفة سنة 2003 تلعب باليد اليمنى وتحتل حالياً المرتبة رقم. 1151 (8 فبراير 2016) في تصنيف رابطة محترفات كرة المضرب. أعلى تصنيف لها في الفردي كان المركز الـ 152 في سنة 2006.

## روابط خارجية
- تشان تشين وي على موقع رابطة محترفات التنس (الإنجليزية)
- تشان تشين وي على موقع الاتحاد الدولي لكرة المضرب (الإنجليزية)
- تشان تشين وي على موقع كأس بيلي جين كينغ (الإنجليزية)
- تشان تشين وي على موقع خلاصة التنس.كوم (الإنجليزية)